# Termez repülőtér
A Termez repülőtér (IATA: TMJ, ICAO: UTST) nemzetközi repülőtér Üzbegisztánban, Termiz közelében. Éves utasforgalma 130 000 fő (2019).

## Futópályák
A repülőtér futópályái:
- 07/25 (3000 m, beton)

## Forgalom
Az utasforgalom az elmúlt években az alábbi módon változott:
| 2019 | 130 000 |

## Légitársaságok és úticélok
2023-ban a Termez repülőtérről az alábbi járatok indulnak:
| Légitársaság       | Célállomások                               |
| ------------------ | ------------------------------------------ |
| Uzbekistan Airways | Moscow–Vnukovo, Saint Petersburg, Tashkent |